# Bobrîk Perșîi, Bârzula
Bobrîk Perșîi (în ucraineană Бобрик Перший) este un sat în comuna Liubașivka din raionul Bârzula, regiunea Odesa, Ucraina.

## Demografie
Componența lingvistică a localității Bobrîk Perșîi
     Ucraineană (94,68%)
     Rusă (2,43%)
     Alte limbi (1,21%)
Conform recensământului din 2001, majoritatea populației localității Bobrîk Perșîi era vorbitoare de ucraineană (94,68%), existând în minoritate și vorbitori de rusă (2,43%) și armeană (1,67%).